# Золоторенко, Владимир Иванович
Владимир Иванович Золоторенко (род. 15 августа 1951) — советский военнослужащий, генерал-майор мотострелковых войск СССР. Председатель Новочеркасской городской Думы III и IV созывов. Почётный гражданин города Новочеркасска (2016).

## Биография
Родился Владимир Иванович 15 августа 1951 года.
После завершения обучения в школе, с 1968 по 1972 годы проходил обучение в Орджоникидзевском высшем общевойсковом командном училище, с 1980 по 1983 годы успешно прошёл обучение в Военной академии имени М. В. Фрунзе.
Боевой офицер, участник военной операции Советского Союза в Афганистане. Нёс службу майором мотострелкового полка, который обеспечивал охрану «дороги жизни» на Кабул, участвовал в боевых операциях, осуществлял командование по доставке боеприпасы на вооружённые заставы. Награждён двумя орденами Красной Звезды.
С 1987 года проходил службу командиром полка в городе Новочеркасске, затем был назначен заместителем командира дивизии и командиром дивизии. Принимал участие в спецоперациях в Карабахе, Чеченской Республике, Южной Осетии. В 1993 году ему было присвоено воинское звание Генерал-майор.
После увольнения из Армии, активно участвовал в общественно-политической жизни города Новочеркасска Ростовской области. Трижды избирался депутатом Новочеркасской городской Думы по 7-му избирательному округу (2001, 2005, 2010). В III и IV созывах Новочеркасской городской Думы был председателем и руководителем органа местного самоуправления города Новочеркасска. Занимается общественной деятельностью, возглавляет местное отделение Общероссийской общественной организации ветеранов войск правопорядка.
В 2016 году решением городских властей за активную жизненную позицию, многолетний плодотворный труд на благо города и его жителей был удостоен звания «Почётный гражданин города Новочеркасска».
Проживает в Новочеркасске.

## Награды
- Орден Красной Звезды (дважды),
- Почётный гражданин города Новочеркасска Ростовской области (2016).